# E Agora? Lembra-me
E Agora? Lembra-me (deutsch: Und jetzt? Erinnere mich) ist ein Dokumentarfilm des portugiesischen Regisseurs Joaquim Pinto aus dem Jahr 2013.

## Handlung
Mit dem autobiografischen Werk schuf Pinto, der seit 20 Jahren mit HIV und Hepatitis C infiziert ist, ein filmisches Tagebuch über seine Teilnahme an einer klinischen Studie mit toxischen, bewusstseinsverändernden Medikamenten. Dabei reflektiert er über die Zeit und seine Erinnerungen und gibt tiefe Einblicke in seinen Alltag und seine Gedanken.

## Rezeption
Der Film lief u. a. 2013 im Wettbewerb des Internationalen Filmfestivals von Locarno und wurde mit dem Spezialpreis der Jury, dem FIPRESCI-Preis sowie dem dritten Preis der Jury Cinema e Gioventù ausgezeichnet. Insgesamt erhielt er über internationale 20 Filmpreise.

„Mitunter experimentell anmutender Dokumentarfilm, in dem der Regisseur seinen mehr als zehn Jahre währenden Kampf gegen AIDS beschreibt.“

E Agora? Lembra-me war der portugiesische Kandidat für den besten fremdsprachigen Film zur Oscarverleihung 2015, gelangte dort jedoch nicht zur Nominierung.
Der Film erschien 2014 als DVD bei Midas Filmes.